# ارنست رونی
ارنست رونی (انگلیسی: Ernest Roney; ۸ ژوئن ۱۹۰۰ – ۲۳ مارس ۱۹۷۵) قایقران قایق بادبانی اهل بریتانیا بود.